# 報徳国
報徳国（ほうとくこく）は、7世紀後半に百済・高句麗が滅んだ後に、新羅が唐に対抗するため名目的に高句麗遺民を冊封した傀儡政権。報徳の語義について『三国史記』新羅本紀の分注では、帰順を意味するものか、あるいは地名なのか、不明であるとしている。
7世紀中頃の新羅は、西方は百済、北方は高句麗から圧迫されて滅亡寸前まで追い込まれていたが、武烈王の対唐外交が成功し、唐と協力して660年に百済を、668年に高句麗を滅ぼすことができた。しかし、唐は新羅の半島統一を援けるために百済・高句麗征討を行なったわけではなく、百済の故地に熊津都督府（現在の扶余郡）、高句麗の故地に安東都護府（現在の平壌市）を置き、それぞれの遺臣を用いて統治させる羈縻政策を用いようとしていた。新羅に対しても詔勅によって国全体を鶏林州都督府としており、新羅を含めて朝鮮半島全体を唐の支配下に置こうとしていたことが明らかであった。
このような状況下で670年に、高句麗の最後の王である宝蔵王の娘の子、あるいは末期の権臣淵蓋蘇文の弟の淵浄土の子とされる安勝を担ぎ上げた高句麗遺民集団が新羅に亡命してきた。そのため、新羅の文武王は彼らを藩屏として扱い、高句麗遺民集団を旧百済の領域であった金馬渚（現在の全羅北道益山市金馬面）に居住させた。さらに670年8月1日に安勝を高句麗王に冊封し、674年9月に報徳王に封じた。
こうした新羅による報徳王の冊封は、唐に対して高句麗の旧民を支配していることを誇示し、朝鮮半島の自治を勝ち取る目的と、旧高句麗領域の住民を新羅の支配下に穏やかに取り込むための方策として行なわれたと見られている。680年には文武王の妹が報徳王の安勝に降嫁し、さらに683年には安勝に蘇判（官位3等官迊飡の別名）の官位とともに新羅王と同じ金姓が与えられ、王都金城（慶州市）に移された。
しかし684年11月になると、安勝の一族の将軍の大文が金馬渚にて反乱を起こし、高句麗旧民が集団となって新羅の官吏を殺害して回るという出来事が起こった。神文王は軍を派遣して乱を鎮圧し、この地の住民をより南方に移住させることとした。安勝に対してどのような処遇があったのかは明らかではないが、その後は報徳国・報徳王の名は現れなくなった。